# Auguste Isidore Molinos
Pour les articles homonymes, voir Molinos.
Auguste Isidore Molinos, né le 11 mars 1790 à Paris et mort le 29 mai 1848 à Neuilly-sur-Seine, est un architecte français des communes rurales de l'arrondissement de Sceaux.

## Biographie

### Enfance et famille
Auguste Isidore Molinos est né le 11 mars 1790 du mariage de Jacques Molinos (1750-1831), architecte de la ville de Paris, et du département de la Seine, et Henriette Dècle (v.1765-1814). Ses parents se sont mariés le 12 mai 1789 à Paris 16e et ont divorcé le 8 août 1795 après la naissance de deux garçons.
- Jacques Molinos (1750-1831) épouse Henriette Dècle (v.1765-1814).
  - Auguste Isidore Molinos (1790-1848). Il épouse en 1817 Anna Loïs Renoult (1798-1849)
    - Paul Jacques Auguste Molinos (1819- )
    - Léon Isidore Molinos (1828-1914), ingénieur des Arts et Manufactures (promotion 1851)
    - Anne Marie Renée Molinos (1834-1914), cantatrice amatrice, professeur de chant qui épousera le docteur Ulysse Trélat

  - Achille Louis Nicolas Molinos (1792-1874) épouse en 1820 Adélaïde Louise Antonia Lafitte (v.1800-1840).

## Œuvres
Auguste Isidore Molinos a dessiné les plans de plusieurs bâtiments, principalement à Paris et en proche banlieue :
- 1828-1829 : il achève la construction de l'église Saint-Jean-Baptiste de Neuilly-sur-Seine, commencée par son père en 1827.
- 1828-1829 :  église Sainte-Marie des Batignolles dans le 17e arrondissement de Paris, inaugurée en 1829, agrandie entre 1839 et 1851 par Eugène Lequeux. Elle est inscrite à l'inventaire des monuments historiques depuis le 12 décembre 1975.
- 1832-1834 : église Saint-Pierre-et-Saint-Paul de Fontenay-aux-Roses[2].
- 1835-1836 : ancienne mairie d'Antony devant servir de maison commune et d'école, avec un corps de garde [Note 2].
- 1835-1837 :  église Saint-Gilles de Bourg-la-Reine.
- 1842-1843 : à la suite de son devis de 1840[3], il procède à la restauration de l'église Saint-Denys d'Arcueil qui sera classée à l'inventaire des monuments historiques dès 1862.
- 1846-1846 : fontaine de la Roquette[4] sise 70, rue de la Roquette dans le 11e arrondissement de Paris, classée à l'inventaire des monuments historiques en 1992[5].

## Pour approfondir